# Rafał Baucz
Rafał Baucz (ur. 6 maja 1974 w Chorzowie) – polski piłkarz, grający na pozycji napastnika.

## Życiorys
Ukończy Zespół Szkół Technicznych i Ogólnokształcących Nr 3 w Chorzowie. Jest wychowankiem Ruchu Chorzów. W 1990 roku został wcielony do seniorskiego zespołu Ruchu Chorzów. W klubie tym występował do 1995 roku, rozgrywając 17 meczów w I lidze. Następnie był piłkarzem Olimpii Piekary Śląskie, Walcowni Czechowice-Dziedzice, MK Górnika Katowice i Sokoła Zabrzeg.

## Statystyki ligowe
| Sezon         | Klub         | Liga    | Mecze | Gole |
| ------------- | ------------ | ------- | ----- | ---- |
| 1990/1991     | Ruch Chorzów | I liga  | 3     | 0    |
| 1991/1992     | Ruch Chorzów | I liga  | 0     | 0    |
| 1992/1993     | Ruch Chorzów | I liga  | 2     | 0    |
| 1993/1994     | Ruch Chorzów | I liga  | 8     | 1    |
| 1994/1995     | Ruch Chorzów | I liga  | 4     | 0    |
| 1995/1996 (j) | Ruch Chorzów | II liga | 1     | 0    |